# Lycomormium
Lycomormium – rodzaj roślin z rodziny storczykowatych (Orchidaceae). Obejmuje 3 gatunki występujące w Ameryce Południowej w Kolumbii, Ekwadorze, Peru.

## Systematyka
Rodzaj sklasyfikowany do podplemienia Coeliopsidinae w plemieniu Cymbidieae, podrodzina epidendronowe (Epidendroideae), rodzina storczykowate (Orchidaceae), rząd szparagowce (Asparagales) w obrębie roślin jednoliściennych.
Wykaz gatunków
- Lycomormium ecuadorense H.R.Sweet
- Lycomormium fiskei H.R.Sweet
- Lycomormium fuscatum (Lindl.) Jenny
- Lycomormium schmidtii A.Fernández
- Lycomormium squalidum (Poepp. & Endl.) Rchb.f.